# 百事巨星張國榮演唱會
《百事巨星張國榮演唱會》是張國榮在1988年在香港紅磡體育館舉行的第三次個人演唱會。場數達23場。

## 簡介
- 1988年張國榮獲邀擔任百事可樂的代言人，成為第一位亞洲區百事巨星代言人。因此這次演唱會的主要贊助商是百事可樂。由1988年7月29日演出至1988年8月20日。總共23場演出。
- 當時23場演唱會場數打破了本地男歌星紀錄。
- 張國榮邀請到柏安妮擔任演唱會嘉賓。尾場嘉賓是許冠傑、徐小鳳
- 由於電影倩女幽魂、胭脂扣叫好叫座，張國榮在演唱會中以十二少和寧采臣造型唱出電影主題曲。而且，這次演唱會中，張國榮以南音唱出客途秋恨，也叫觀眾大為驚喜。
- 此現場專輯獲得1989年IFPI香港唱片銷量大獎本地白金唱片大獎。

## 唱片專輯
張國榮88演唱會

### 曲目[1]
| 曲序 | 曲目                                        |
| ---- | ------------------------------------------- |
| 1.   | 貼身                                        |
| 2.   | Hot Summer                                  |
| 3.   | 熱辣辣                                      |
| 4.   | 愛慕                                        |
| 5.   | Medley：H2O/黑色午夜/隱身人/第一次/Stand Up |
| 6.   | 想妳                                        |
| 7.   | 奔向未來日子                                |
| 8.   | 客途秋恨                                    |
| 9.   | 胭脂扣                                      |
| 10.  | 倩女幽魂                                    |
| 11.  | 訪英台                                      |
| 12.  | 愛的兇手                                    |
| 13.  | 拒絕再玩                                    |
| 14.  | 無心睡眠                                    |
| 15.  | Stories                                     |
| 16.  | 最愛                                        |
| 17.  | 無需要太多                                  |
| 18.  | 風繼續吹                                    |
| 19.  | 共同渡過                                    |
| 20.  | 沉默是金                                    |

### 足本版發行
2024年，環球唱片尋獲遺落在英國的神秘母帶，並隆重其事巨資重新混音，完整收錄了《百事巨星演唱會》上的悉數歌曲以及張國榮與觀眾的深情剖白。這套專輯補遺了多達14首從未出版的作品，包括《打開信箱》、《儂本多情》、《為你鍾情》、《不羈的風》、《當年情》、《烈火邊緣》、《不想再擁有》、《有誰共嗚》、《Monica》、《你在何地》、《續續跳舞》、《夠了》、《不怕寂寞》、《無心睡眠 (Reprise)》都被重新收錄。。這套3CD足本版專輯不僅充滿了張國榮的經典之作，更包含了許多未曾公開的珍貴錄音，總共收錄了34首歌，足本156分鐘。。
1. ↑  .   [2024-11-29]. （原始内容存档于2024-11-29）.